# Charles Wardell Stiles
Charles Wardell Stiles (Spring Valley, 15 de maio de 1867 — 24 de janeiro de 1941) foi um zoólogo norte-americano.